# 赫里福德教區
聖公會赫里福德教區（英語：Diocese of Hereford）是英格蘭教會坎特伯雷教省下面的一個教區。成立於676年。
轄區包括赫里福德郡、南什羅普郡、伍斯特郡及威爾斯小部。座堂是赫里福德座堂，現任主教為安多尼·普利狄斯。下分一個副主教區、兩個會吏長區及十三個會吏區，管理347個堂區。